# Attilio Catelli
Attilio Catelli (* 13. August 1845 in Parma; † 10. April 1877 in Parma) war ein italienischer Librettist.
Catelli arbeitete als Direktor lokaler Zeitschriften und Zeitungen, in denen er mitunter unter dem Pseudonym Lellio Tattica schrieb. Für das Theater verfasste er einige Parodien von Opern, die in Mode waren, wie Ruy Blas, Un ballo in maschera und Aida. Diese wurden von Leopoldo Versti komponiert und inszeniert. Er schrieb die Libretti zu Giuditta (1871) und Marcellina (1873) von Telesforo Righi, Eufemio de Messina (1877) von Primo Bandini sowie Il conte di Raysor (UA 1885) und Nerone (UA 1888) von Riccardo Rasori.

## Quelle
- Casa della musica Parma – Dizionario della musica – Catelli Attilio

| Personendaten    | Personendaten            |
| ---------------- | ------------------------ |
| NAME             | Catelli, Attilio         |
| KURZBESCHREIBUNG | italienischer Librettist |
| GEBURTSDATUM     | 13. August 1845          |
| GEBURTSORT       | Parma                    |
| STERBEDATUM      | 10. April 1877           |
| STERBEORT        | Parma                    |